# Hamid Raja Shalah
Hamid Raja Shalah in arabo حامد رجا شلاح‎? (Baiji, 1950) è un generale iracheno, fu comandante in capo dell'Aviazione militare irachena sotto il regime di Saddam Hussein, raggiunse il grado di Muhib equivalente al rango di Maresciallo dell'aria.

## Biografia
Nella sua carriera ha servito come pilota, negli anni'80 durante la Guerra Iran-Iraq ha comandato diverse basi aeree inclusa quella di Kirkuk e negli anni '90 è stato nominato comandante in capo della Forza aerea irachena.
È stato preso in custodia dalla coalizione internazionale il 14 giugno 2003: prima della sua cattura, Shalah era il numero 10 di picche nelle Carte da gioco Most-wanted iraqi.